# СКІФ (жіночий футбольний клуб, Львів)
Спортивний клуб ЛДУФК «СКІФ» — український футбольний клуб з міста Львів, в західній частині країни, у 2000 році виступав у Вищій лізі України.

## Історія
Футбольний клуб СКІФ заснований у Львові в 1957 році і представляв Львівський державний інститут фізичної культури, скорочено ЛДІФК. У 2000 році жіноча команда вийшла у Вищу лігу. У дебютному сезоні команда посіла останнє 4 місце у другій групі. Однак після закінчення сезону відмовився від подальших виступів на великому полі.

## Клубні кольори, форма, герб, гімн
| Синій | Жовтий |

Клубні кольори — синій та жовтий. Футболісти зазвичай грають свої домашні матчі в жовтих майках, синіх шортах та жовтих шкарпетках.

## Досягнення
- Вища ліга України
  - 4-те місце (1): 2000 (група «Б»)

## Структура клубу

### Стадіон
Домашні матчі клуб проводить на львівському стадіоні «Скіф», який вміщує 3742 глядача.

### Інші секції
Окрім основної команди в клубі функціонує дівоча та дитяча команда, яка виступає в міських турнірах.

## Дербі
- «Львів'янка» (Львів)